# Lorok
Lorok is een bestuurslaag in het regentschap Ogan Ilir van de provincie Zuid-Sumatra, Indonesië. Lorok telt 1576 inwoners (volkstelling 2010).